# Mohammed Said as-Sahaf
Mohammed Said as-Sahaf (arabiska: محمد سعيد الصحاف), född 30 juli 1940 i al-Hilla i Babil, är en irakisk före detta politiker. Han fick internationell uppmärksamhet i samband med Invasionen av Irak 2003, med anledning av sina insatser som informationsminister.

## Biografi
Efter att ha gått journalistutbildning vid universitet i Bagdad tog Mohammed Said as-Sahaf en masterexamen i engelsk litteratur. Han gick med i Baathpartiet 1963, och var Iraks utrikesminister 1992-2001 och informationsminister 2001-2003. Han är diplomat till yrket och har bland annat varit Iraks ambassadör i Sverige, Myanmar och Italien.
I mars 1985 styckmördades den avhoppade irakiske agenten Majid Husein i Stockholm och polisen misstänker att ambassaden skötte kontakterna med mördarna. Ambassadör i Sverige var från augusti 1985 Mohammed Said al-Sahaf, senare mer känd som "Bagdad-Bob", Saddams Husseins informationsminister. Efter Saddam Husseins fall polisanmäldes han för inblandning i mordet på Majid Husein och ytterligare ett mord.
Mohammed Said as-Sahaf blev världskänd under invasionen av Irak 2003, då han efterhand som Saddamregimens ställning blev alltmer utsatt gav kommentarer till det rådande läget som av västmedia uppfattades som allt mer verklighetsfrämmande och bisarra. I amerikansk media började han därför refereras till som Baghdad Bob ("Bagdad-Bob") och Comical Ali ("Komiske Ali"; en referens till Ali Hassan al-Majid – känd som Kemiske Ali). Mohammed Said as-Sahaf blev gripen av amerikansk militärpolis 25 juni 2003, men han släpptes senare då han inte tillhörde Saddam Husseins innersta krets och inte sågs som tillräckligt intressant att hålla kvar.
Mohammed Said as-Sahaf bor numera i Förenade arabemiraten tillsammans med sin familj.